# Desa Sumberarum (administrativ by i Indonesien, Jawa Timur, lat -7,27, long 111,86)
Desa Sumberarum är en administrativ by i Indonesien.   Den ligger i provinsen Jawa Timur, i den västra delen av landet, 600 km öster om huvudstaden Jakarta.